# Teresa Sánchez López
Maria Teresa Sánchez López, née le 1er juillet 1964 à Séville en Espagne, a remporté le titre de Miss Nationale dans le concours Miss Espagne 1984 et elle a été première dauphine de Miss Univers 1985,,,,,,.